# Tokutaro Ukon
Tokutaro Ukon (23. september 1913 - 1944) var en japansk fodboldspiller.

## Japans fodboldlandshold
| Japans landshold | Japans landshold | Japans landshold |
| År               | Kmp              | Mål              |
| ---------------- | ---------------- | ---------------- |
| 1934             | 2                | 0                |
| 1935             | 0                | 0                |
| 1936             | 2                | 1                |
| 1937             | 0                | 0                |
| 1938             | 0                | 0                |
| 1939             | 0                | 0                |
| 1940             | 1                | 0                |
| Total            | 5                | 1                |